# Egale rietboorder
De egale rietboorder (Arenostola phragmitidis) is een vlinder uit de familie uilen (Noctuidae). De wetenschappelijke naam is voor het eerst geldig gepubliceerd in 1803 door Hübner.
De soort komt voor in Europa. De rupsen voeden zich met rietstengels (Phragmites australis), vandaar de naamgeving. De vlinders vliegen uit in juli en augustus. 

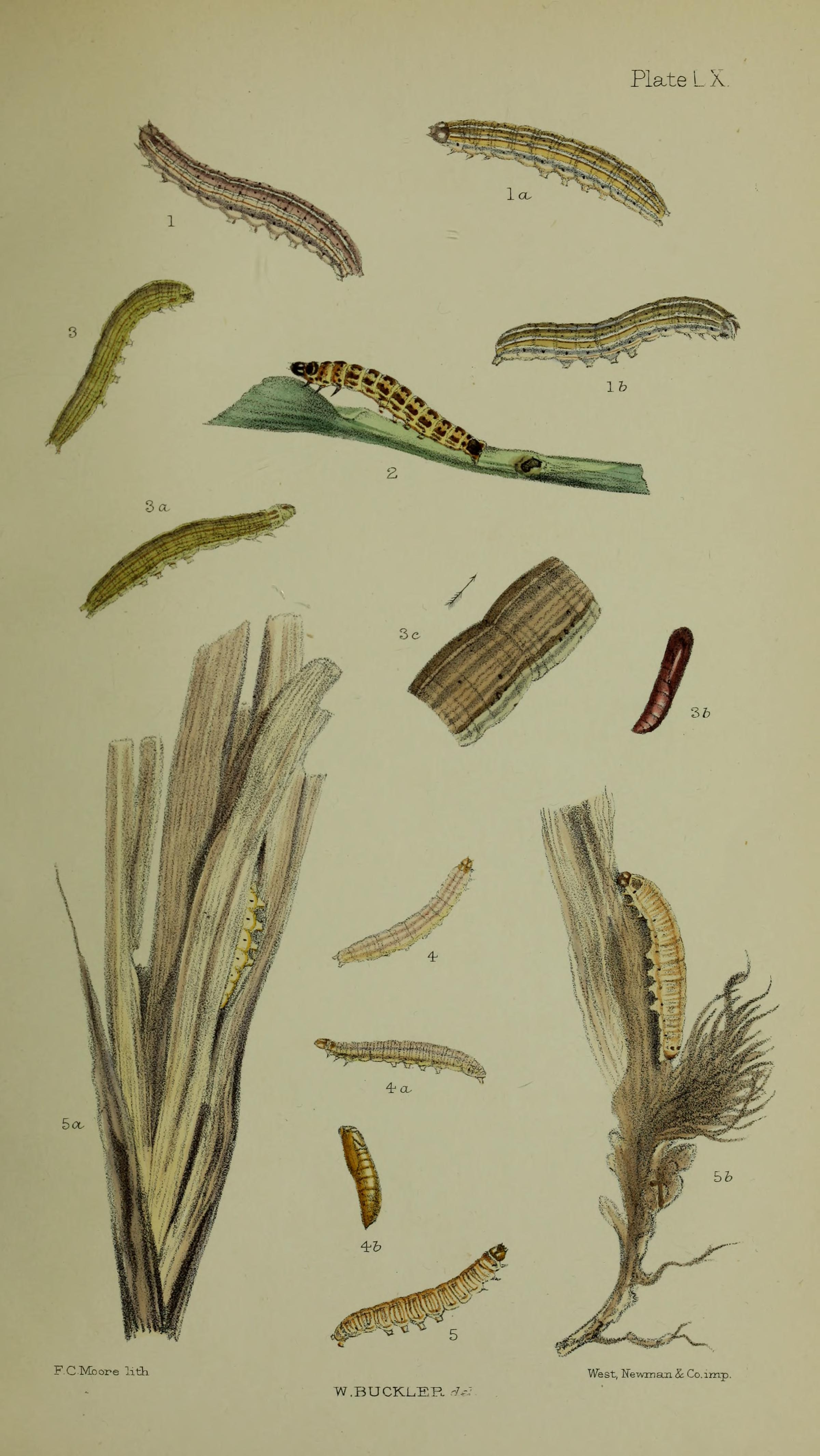
Diverse levensstadia van de larve van de egale rietboorder